# Zaanstad

Zaanstads flagga.

Zaanstads vapen.

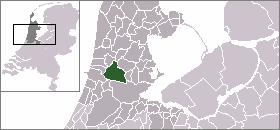
Zaanstads läge.

Zaanstad är en kommun i provinsen Noord-Holland i Nederländerna. Kommunens totala area är 83,04 km² (där 8,79 km² är vatten) och invånarantalet är på 147.141 invånare (2011).